# Soundgarden
Soundgarden var et rockband fra Seattle, der var meddefinerende for den musikalske lyd, der senere blev betegnet som grunge. De betragtes ofte som et af "de fire store" Seattle-bands i perioden, sammen med Nirvana, Alice in Chains og Pearl Jam.

## Bandets historie
Soundgarden blev dannet i 1984 af Chris Cornell, der fungerede som trommeslager og forsanger og Hiri Yamamoto, der spillede bas. Bandet blev opkaldt efter en kunstinstallation ved navn "The Sound Garden" placeret nær ved Magnuson Park. Kim Thayil kom kort efter til på guitar. 
Efter ganske kort tid blev bandet udvidet med Scott Sundquist på trommer, så Chris Cornell kunne koncentrere sig fuldt ud om sangen. 
I 1986 forlod Sundquist bandet, og Matt Cameron erstattede ham. Bandet udsendte EP'en Screaming Life i 1987 og Fopp-EP'en i 1988. Numrene samledes senere i fællesskab på opsamlingen Screaming Life/Fopp i 1990.
Selvom flere større pladeselskaber var interesserede i at tegne kontrakt, indgik Soundgarden i samarbejde med SST Records, og udgav det grammynominerede album Ultramega OK i 1988. I 1989 udgav de deres første album på en større label, Louder Than Love, der blev udgivet på A&M Records. Efter udgivelsen besluttede Yamamoto at fortsætte på college, og han blev derfor erstattet, først i en kort overgang af Jason Everman, den tidligere guitarist i Nirvana, men siden permanent erstattet af Ben Shepherd.
Bandet udsendte herefter Badmotorfinger i 1991, et album, der havde forholdsvis stor succes, men blev ganske overskygget af Nirvanas Nevermind-album. Samtidig bragte Nirvanas pludselige berømmelse dog en stor opmærksomhed på hele Seattle-scenen, og flere af Soundgardens numre kom derfor på MTV. Bandet tog på turné med Guns N' Roses.
I 1994 udkom Soundgardens gennembrudsalbum Superunknown, der indeholdt fire numre, der allerede havde været udgivet som singler; Black Hole Sun, Spoonman, The Day I Tried to Live og Fell on Black Days. Superunknown indeholdt meget af nyskabelsen fra de tidligere albums, mens numrene var mere radiovenlige end de tidligere udgivelser. Teksterne på albummet var generelt mørke og omhandlede emner som stofmisbrug, selvmord og depression. Flere af numrene var inspireret af mellemøstlig og indisk musik.
Bandets sidste album var 1996-albummet 'Down on the Upside, et album, der var væsentligt mindre hårdtpumpende end de tidligere albums. Soundgarden forklarede, at de ville forsøge at udvikle andre lydbilleder end det, de var blevet kendte på. Gruppens interne uenigheder omkring dette lydskifte var dog efter sigende ganske voldsomme .
Uoverensstemmelserne voksede i løbet af promotion-touren, der fulgte efter albummets udgivelse. Ved turnéens afslutning i Honolulu, Hawaii smed Shephard guitaren og udvandrede fra scenen. Bandet forlod scenen, og Chris Cornell måtte alene gå tilbage på scenen for at give et ekstranummer  I april 1997 tilkendegav bandet, at de gik i opløsning, og bandets sidste udgivelse, opsamlingsalbummet A-Sides udkom i efteråret 1997.
Cornell udgav i 1999 soloalbummet Euphoria Morning, og dannede senere bandet Audioslave med tidligere medlemmer af Rage Against the Machine. Cameron turnerede med Pearl Jam og blev optaget i bandet som permanent medlem. Thayil sluttede sig sammen med Dead Kennedys tidligere forsanger Jello Biafra, den tidligere Nirvana-bassist Krist Novoselic og trommeslageren Gina Mainwal til et enkelt show som en del af modstanden mod WTO i forbindelse med WTO-konferencen i Seattle 1999. I september 2017 fortalte trommeslager Matt Cameron Billboard, at han og de andre overlevende medlemmer af Soundgarden endnu ikke havde truffet beslutning om bandets fremtid efter Cornells død. Han blev citeret og sagde: "Jeg tror ikke, vi er klar til at sige noget andet end ... Kim og Ben og jeg er helt sikkert klar over, hvor meget vores fans gør ondt, og vi er helt sikkert ondt lige der sammen med dem. Men vi er ekstremt private mennesker, og vi behandler stadig vores sorg på vores egen måde og på vores egen tid. Men vi tænker absolut på vores fans og elsker dem meget. "

## Medlemmer
- Kim Thayil – leadguitar (1984–1997, 2010–2019)
- Chris Cornell – forsanger (1984–1997, 2010–2017), rytmeguitar (1988–1997, 2010–2017), trommer (1984–1985); død 2017
- Hiro Yamamoto – bas, baggrundsvokal (1984–1989)
- Scott Sundquist – trommer (1985–1986)
- Matt Cameron – trommer, baggrundsvokal (1986–1997, 2010–2019)
- Jason Everman – bas (1989–1990)
- Ben Shepherd – bas, baggrundsvokal (1990–1997, 2010–2019)

## Diskografi

### Cd'er
- 1988 Ultramega OK
- 1989 Louder Than Love
- 1991 Badmotorfinger
- 1994 Superunknown
- 1996 Down on the upside
- 2012 King Animal

### Ep'er
- 1987 Screaming Life EP
- 1988 Fopp EP
- 1990 Loudest Love
- 1992 SOMMS
- 1995 Songs from the Superunknown

### Liveudgivelser og opsamlinger
- 1990 Screaming Life/Fopp
- 1990 Louder Than Live
- 1992 Motorvision
- 1997 A-Sides
- 2011 Live on I-5